# 圣热拉尔杜-达彼达迪
圣热拉尔杜-达彼达迪是巴西米纳斯吉拉斯州的一个市镇。总面积153.527平方公里，总人口4768人，人口密度31.1人/平方公里。